# Robert Forster
Robert Wallace Forster Jr. (Rochester, 13 de julho de 1941 — Los Angeles, 11 de outubro de 2019) foi um ator norte-americano.
Seu papel de maior destaque foi Max Cherry, do filme Jackie Brown, com qual foi indicado ao Oscar da Academia de Melhor Coadjuvante, em 1998. Para o mesmo papel, também foi indicado ao "Awards Circuit Community", ao prêmio da Associação de Críticos de Cinema de Chicago, ao Prêmio Saturno e ao "Kansas City Film Critics Circle Awards" (ganhando apenas neste prêmio), todos na categoria de melhor ator coadjuvante.

## Biografia
Robert nasceu em Rochester, estado de Nova York, em 1941. Era filho de Grace Dorothy e Robert Wallace Foster Sr., que trabalhou como treinador de elefantes para o circo Ringling Bros. and Barnum & Bailey. Posteriormente, foi executivo de uma companhia de pães. Sua mãe tinha ascendência italiana, enquanto seu pai tinha ascendência inglesa e irlandesa. O casal, porém, se divorciou em 1949. Em homenagem ao pai, no filme Jackie Brown, Robert pendurou cartazes do circo em que ele trabalhou no escritório do seu personagem.
Ingressando na Universidade de Rochester, Robert se formou com bacharelado em Artes na área de História em 1964, onde começou a estudar arte dramática. Inicialmente, pensou em cursar direito, mas depois decidiu seguir carreira de ator.

## Vida pessoal
Robert foi casado com June Provenzano de 1966 a 1975. Os dois se conheceram na universidade, enquanto ele cursava história. O casal teve três filhas. Em 1978, se casou com Zivia Forster, mas se divorciou em 1980. Robert tinha um filho, nascido em 1965, de um relacionamento anterior. Nos últimos 15 anos, Robert viveu e morou com a atriz Denise Grayson, até sua morte.

## Morte
Robert morreu em 11 de outubro de 2019, em Los Angeles, devido a um câncer no cérebro. Estava em sua casa e cercado pela família.

## Filmografia parcial
- Reflections in a Golden Eye (1967)
- The Stalking Moon (1968)
- Justine (1969)
- Medium Cool (1969)
- Cover Me Babe (1970)
- Pieces of Dreams (1970)
- The Don Is Dead (1973)
- Stunts (1977)
- Avalanche (1978)
- The Lady in Red (1979)
- The Black Hole (1979)
- Alligator (1980)
- Goliath Awaits (1981)
- Heartbreak High (1981)
- Vigilante (1983)
- Walking The Edge (1983)
- The Delta Force (1986)
- Tales from the Darkside (1986) (TV)
- The Banker (1989)
- Checkered Flag (1990)
- Peacemaker (1990)
- 29th Street (1991)
- American Yakuza (1994)
- Original Gangstas (1996)
- Demolition University (1997)
- American Perfekt (1997)
- Jackie Brown (1997)
- Psycho (1998)
- Rear Window (1998)
- Outside Ozona (1998)
- It's the Rage (1999)
- Kiss Toledo Goodbye (1999)
- Supernova (2000)
- Lakeboat (2000)
- Me, Myself & Irene (2000)
- Diamond Men (2000)
- Mulholland Dr. (2001)
- Human Nature (2001)
- Finder's Fee (2001)
- Roads to Riches (2001)
- Like Mike (2002)
- Due East (2002)
- Lone Hero (2002)
- Strange Hearts (2002)
- Murder in Greenwich (2002) TV
- Confidence (2003)
- Charlie's Angels: Full Throttle (2003)
- Grand Theft Parsons (2003)
- Firewall (2006)
- Lucky Number Slevin (2006)
- D-War (2007)
- Rise (2007)
- Cleaner (2007)
- Jack and Jill vs. the World (2008)
- Heroes (2008) (TV)
- Thick as Thieves (2009)
- Ghosts of Girlfriends Past (2009)
- Middle Men (2010)
- Girl Walks Into a Bar (2011)
- The Descendants (2011)
- Alcatraz (2012) (TV)
- Last Man Standing (2012) (TV)
- Somewhere Slow (2012)
- Breaking Bad (2013)
- El Camino: A Breaking Bad Movie (2019)
- Better Call Saul (Breaking Bad) (2019) (TV)
- O Lobo de Snow Hollow (2020)